# NGC 7325
NGC 7325 este o galaxie situată în constelația Pegas. A fost descoperită în 20 septembrie 1865 de către Herman Schultz.